# Melitaea casta
Melitaea casta är en fjärilsart som beskrevs av Vincenz Kollar 1850. Melitaea casta ingår i släktet Melitaea och familjen praktfjärilar. Inga underarter finns listade i Catalogue of Life.